# División de Honor femenina de balonmano 2010-11
La temporada 2010-11 de la Liga ABF fue la 54.ª edición de la Liga ABF de balonmano femenino. Comenzó el fin de semana del 11 de septiembre de 2010 y finalizará el 14 de mayo de 2011. El primer clasificado tendrá acceso a la próxima edición de la EHF Copa de Europa, al igual que el subcampeón, teniendo que pasar este una ronda previa. Los 3º y 4º de la Liga ABF tendrán acceso a la Copa EHF y el ganador de la Copa de la Reina 2011, tendrá una plaza en al próxima edición de la Recopa de Europa.
A la Copa de la Reina 2011, tienen acceso los 8 primeros clasificados al término de la primera vuelta de la Liga ABF. Se celebrará entre los días y de febrero de 2011.
El torneo lo organiza la Real Federación Española de Balonmano (RFEBM).

## Equipos y polideportivos
Están tomando parte en la competición catorce equipos:
| Equipo                  | Ciudad                      | Entrenador                | Polideportivo                     |
| ----------------------- | --------------------------- | ------------------------- | --------------------------------- |
| Balonmano Bera Bera     | San Sebastián (Guipúzcoa)   | Reyes Carrere             | Pabellón de Bidebieta             |
| BM Alcobendas           | Alcobendas (Madrid)         | Luis Torrescusa Maldonado | Pab. Municipal de los Sueños      |
| BM Castro Urdiales A.A. | Castro Urdiales (Cantabria) | Juan José González        | Pabellón Pachi Torre              |
| BM. Elda Prestigio      | Elda (Alicante)             | José Ignacio Prades       | Pab. Municipal Ciudad de Elda     |
| BM. Mar Sagunto         | Sagunto (Valencia)          | Santiago Brian            | Pabellón Municipal Rene Marigil   |
| BM. Monóvar Urbacasas   | Monóvar (Alicante)          | Isaac Alonso              | Pabellón Municipal de Monóvar     |
| BM. Ro'Casa             | Telde (Las Palmas)          | Diego Ojeda Ramos         | Pab. Insular Antonio Moreno       |
| C.B. Mar Alicante       | Alicante                    | Esteban Roig Fernández    | Pabellón Municipal Pitiu Rocher   |
| Elche-Mustang           | Elche (Alicante)            | José Francisco Aldeguer   | Pabellón Municipal de Carrus      |
| C.Le.Ba. León BM.       | León                        | Diego Soto García         | Palacio de los Deportes de León   |
| Marina Park             | Santander (Cantabria)       | Santiago Abascal          | Complejo Mpal. La Albericia       |
| Itxako Reyno de Navarra | Estella (Navarra)           | Ambrosio Martín Cedrés    | Pabellón Municipal Tierra Estella |
| UCAM Murcia             | Murcia                      | José Salguero             | Pabellón San Basilio              |
| Vícar Goya Koppert      | Almería                     | Miguel Ángel Florido      | Pabellón Municipal Vicar          |

### Ascendidos y descendidos
| #  | a Liga ABF            |
| -- | --------------------- |
| 1º | BM. Monóvar Urbacasas |
| 2º | UCAM Murcia           |

| #   | de Liga ABF            |
| --- | ---------------------- |
| 13º | FEVE Gijón             |
| 14º | Cementos BM. Ribarroja |

### Equipos por comunidades autónomas
| Comunidad autónoma   | N.º | Equipos                                                                                       |
| -------------------- | --- | --------------------------------------------------------------------------------------------- |
| Comunidad Valenciana | 5   | BM. Elda Prestigio, BM. Mar Sagunto, BM. Monóvar Urbacasas, C.B. Mar Alicante y Elche-Mustang |
| Cantabria            | 2   | BM Castro Urdiales A.A. y Marina Park                                                         |
| País Vasco           | 1   | Bera Bera                                                                                     |
| Andalucía            | 1   | Vícar Goya Koppert                                                                            |
| Castilla y León      | 1   | C.Le.Ba. León BM.                                                                             |
| Navarra              | 1   | Itxako Reyno de Navarra                                                                       |
| Comunidad de Madrid  | 1   | BM Alcobendas                                                                                 |
| Región de Murcia     | 1   | UCAM Murcia                                                                                   |
| Canarias             | 1   | BM. Ro'Casa                                                                                   |

## Clasificación
|  |     | Equipos de balonmano     | PJ | G  | E | P  | GF  | GC  | Dif  | Pts |
|  | --- | ------------------------ | -- | -- | - | -- | --- | --- | ---- | --- |
|  | 1.  | Itxako Reyno Navarra (C) | 26 | 25 | 0 | 1  | 869 | 583 | +286 | 50  |
|  | 2.  | BM. Elda Prestigio       | 26 | 19 | 1 | 6  | 756 | 689 | +67  | 39  |
|  | 3.  | BM. Mar Sagunto          | 26 | 18 | 1 | 7  | 812 | 691 | +121 | 37  |
|  | 4.  | C.B. Mar Alicante        | 26 | 16 | 2 | 8  | 713 | 635 | +78  | 34  |
|  | 5.  | Bera Bera                | 26 | 14 | 2 | 10 | 734 | 714 | +20  | 30  |
|  | 6.  | Elche-Mustang            | 26 | 13 | 2 | 11 | 663 | 659 | +4   | 28  |
|  | 7.  | C.Le.Ba. León BM.        | 26 | 10 | 3 | 13 | 715 | 722 | -7   | 23  |
|  | 8.  | BM Castro Urdiales A.A.  | 26 | 8  | 6 | 12 | 623 | 668 | -45  | 22  |
|  | 9.  | UCAM Murcia (A)          | 26 | 10 | 1 | 15 | 662 | 705 | -43  | 21  |
|  | 10. | BM Alcobendas            | 26 | 9  | 3 | 14 | 694 | 719 | -25  | 21  |
|  | 11. | BM Monóvar Urbacasa (A)  | 26 | 8  | 3 | 15 | 650 | 724 | -74  | 19  |
|  | 12. | Vícar Goya Koppert       | 26 | 7  | 3 | 16 | 626 | 723 | -97  | 17  |
|  | 13. | BM. Ro'Casa              | 26 | 6  | 3 | 17 | 621 | 717 | -96  | 15  |
|  | 14. | Marina Park              | 26 | 4  | 0 | 22 | 582 | 771 | -189 | 8   |

Pts = Puntos; PJ = Partidos Jugados; G = Partidos Ganados; E = Partidos Empatados; P = Partidos Perdidos; GF = Goles Anotados; GC = Goles Recibidos; Dif = Diferencia de gol